# Nukleaza
Nukleáze so encimi, ki katalizirajo hidrolizo fosfodiestrskih vezi v nukleinskih kislinah (npr. deoksiribonukleaza, ribonukleaza).
Nukleaze se nahajajo v vseh celicah in njihova običajna biokemijska vloga je razgradnja poškodovanih ali postaranih nukleinskih kislin. Nadalje se delijo na endonukleaze in eksonukleaze. Eksonukleaze katalizirajo odcepitev končnih nukleotidov in se delijo na 5'-eksonukleaze in 3'-eksonukleaze, odvisno od tega, na kateri strani verige delujejo. Endonukleaze pa hidrolitično cepijo notranje fosfoestrske vezi. Najbolj specifične nukleaze so t. i. restrikcijske endonukleaze (restriktaze), ki jih izdelujejo bakterije in z njimi cepijo tuje molekule DNK. Restriktaze se pogosto uporabljajo v kemiji nukleinskih kislin, in sicer za rezanje velikih molekul DNK na krajše fragmente, ki jih je veliko lažje analizirati.

## Nukleaza S1
Encim nukleaza S1 je endonukleaza, ki hidrolitično cepi notranje in tudi končne fosfoestrske vezi enovijačnih DNK in RNK.
Nukleaza S1 učinkuje na NK s 5'-fosforilnimi oligo- ali mononukleotidi. Na DNK deluje 5-krat močneje kot na RNK.

Uporablja se za odstranjevanje enovijačnih zaključkov (termini) od dvovijačnih DNK, za selektivno cepitev enovijačnih DNK in za prepis zapisa RNK. Spiralne DNK je mogoče z nukleazo S1 preoblikovati v linearne DNK.
V eksperimentalni fazi se S1 uporablja tudi za ugotavljanje manjših razlik v dolžini NK, in sicer do merilne negotovosti le nekaj baznih parov.
Cepi lahko tudi posamezno vijačnico v dvovijačnih DNK, RNK ali hibridnih DNK-RNK.
Dvovijačne NK so odporne na nukleazo S1, razen v izjemno visokih koncentracijah.

Pridobivajo jo iz plemenite plesni Aspergillus oryzae. Mednarodno sprejeto ime je aspergilusna nukleaza S(1). Alternativna imena so aspergilusna nukleaza S1, deoksirobonukleaza S1, endonukleaza S1.
Molekulska masa znaša okoli 34.000 daltonov v obliki monomera, vsebuje 3 cinkove atome. Optimalni pH encima je 4,0–4,6. Aktivatorji so Zn2+ in/ali Ca2+. Inhibitorja sta EDTA in citrat.